# Hetton-le-Hole
Hetton-le-Hole è un paese della contea del Tyne and Wear, in Inghilterra.